# Villa La Favorita (Roma)
Villa La Favorita, conosciuta anche con il nome di Villa Certosa, è una villa di Roma nel quartiere Tuscolano, lungo via Casilina, a 200 metri circa dall'acquedotto Felice.

## Storia

Scritte murali nei pressi della villa durante la campagna per il referendum Monarchia-Repubblica.

La villa, in posizione sopraelevata rispetto alla via consolare, fu costruita nel XVIII secolo sopra un'antica villa cinquecentesca appartenuta a Giovanni Pietrosanta (chiamata La Favorita); divenuta in seguito convento dei monaci dell'Ordine dei Certosini, che avevano ampi possedimenti nella zona, assunse il nome di Villa Certosa, nome che ha assunto, e che tuttora conserva tra gli abitanti del quartiere, anche l'attigua zona.
Era annesso alla villa (il Casino nobile) un ampio terreno coltivato a vigna, denominata la Favorita, che si estendeva sulla via Casilina per circa mezzo chilometro, confinando con il Mandrione. Il terreno fu in seguito in parte sbancato per farvi passare il tracciato della ferrovia Roma-Napoli e in parte edificato.
Alla fine  del 1800 la villa e la vigna passarono alla famiglia Ojetti e successivamente alla famiglia Plowden; oggi è un convento delle suore di Madre Teresa di Calcutta.
Nella vigna il Fabretti testimonia la presenza di una sostruzione (struttura muraria continua, fondamenta) relativa all'acquedotto Alessandrino.
Successivamente, nei pressi della villa, fu costruito il comprensorio di case popolari dell'Istituto Autonomo Case Popolari denominato Casilino I.